# 伊西市政厅站
伊西市政厅站（法語：Mairie d'Issy）是巴黎地鐵的一個車站。伊西市政厅站位於巴黎南郊的伊西萊穆利諾，是巴黎地鐵12號線的一個車站，開通於1934年3月24日，是巴黎地鐵12號線延伸工程的一部分。伊西市政厅站是巴黎地鐵12號線南端起點的車站。

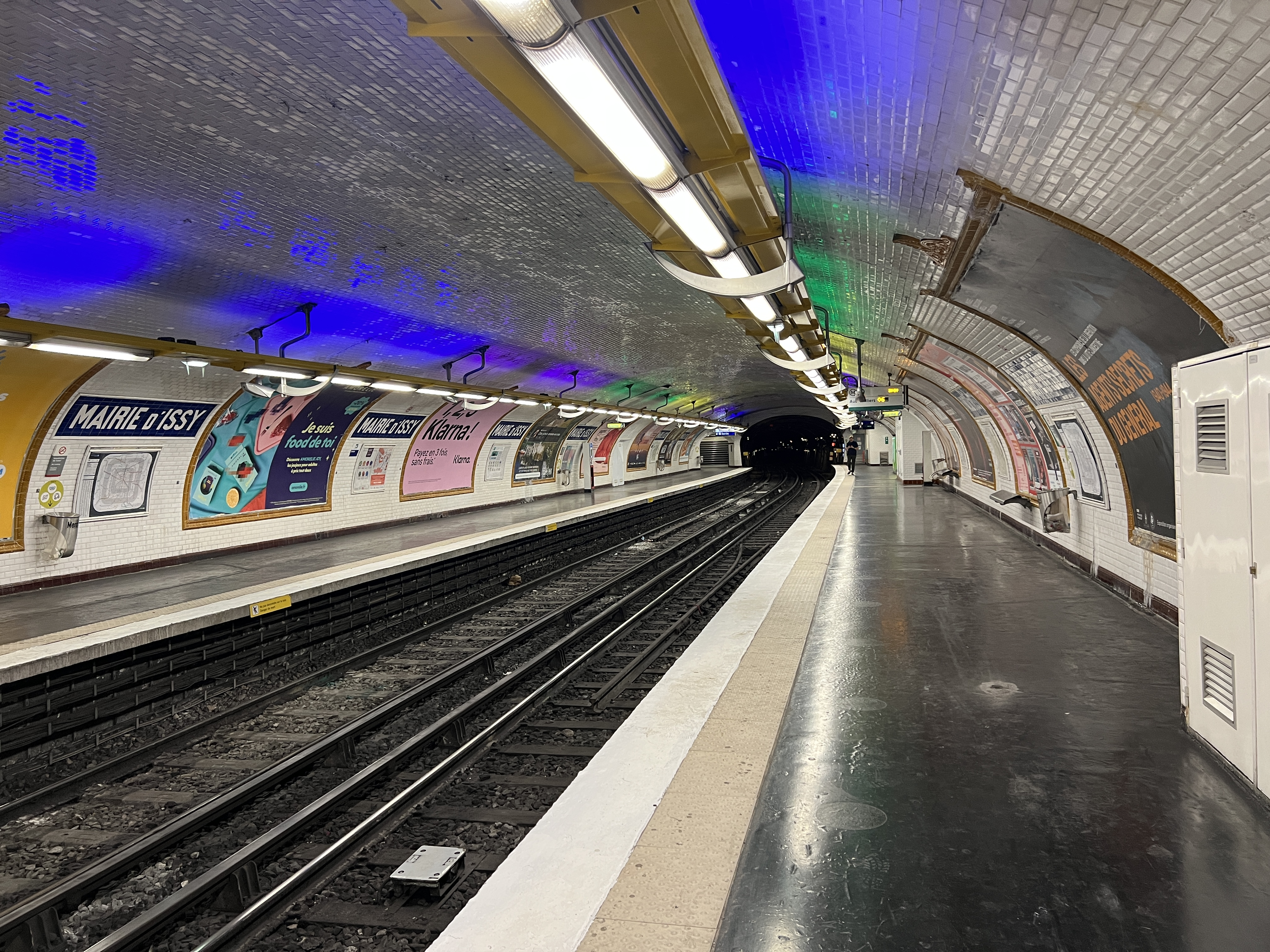
月台（2022年7月）

## 車站結構
| 街道層     |                    |                                     |
| B1         | 夾層               |                                     |
| 12號線月台 | 側式月台，右側開門 | 側式月台，右側開門                  |
| 12號線月台 | 南行               | 只限落客                            |
| 12號線月台 | 北行               | 往欧贝维利耶市政厅（科朗坦·塞尔东） |
| 12號線月台 | 側式月台，右側開門 |                                     |